# Selenia grandis
Selenia grandis là một loài thực vật có hoa trong họ Cải. Loài này được R.F. Martin miêu tả khoa học đầu tiên năm 1938.